# Ayumi Ishida (actrice)
Pour l’article homonyme, voir Ayumi Ishida (chanteuse).
Ayumi Ishida (いしだ あゆみ, Ishida Ayumi), née le 26 mars 1948 et morte le 11 mars 2025, est une chanteuse et actrice japonaise.

## Biographie
Ayumi Ishida commence sa carrière de chanteuse et d'actrice en 1964. Elle sort une dizaine d'albums et une soixantaine de singles durant les 20 années suivantes, avant d'arrêter sa carrière musicale. Elle continue sa carrière d'actrice, et a joué dans une trentaine de films et une quinzaine de drama, remportant notamment de nombreux prix pour ses rôles dans les films L'Homme des passions et Tokei - Adieu l'hiver (en).

## Filmographie partielle

### Au cinéma
- 1967 : Poésie lyrique de la Chikuma (千曲川絶唱, Chikumagawa zesshō?) de Shirō Toyoda
- 1967 : Zoku izoku e (続・何処へ?) de Shirō Moritani
- 1967 : Taifu tozakuro (颱風とざくろ?) d'Eizō Sugawa : Keiko Sakamoto
- 1973 : La Submersion du Japon (日本沈没, Nihon chinbotsu?) de Shirō Moritani : Reiko Abe
- 1977 : La Porte de la jeunesse : L'Indépendance (青春の門・自立篇, Seishun no mon: jiritsu hen?) de Kirio Urayama : Kaoru
- 1979 : Chasseurs des ténèbres (闇の狩人, Yami no karyudo?) de Hideo Gosha : Oriwa
- 1981 : Eki, la gare (駅 STATION, Eki Station?) de Yasuo Furuhata : Naoko Mikami
- 1982 : C'est dur d'être un homme : L'Indécis (男はつらいよ 寅次郎あじさいの恋, Otoko wa tsurai yo: Torajirō ajisai no koi?) de Yōji Yamada : Kagari
- 1982 : Yajū deka (野獣刑事?) d'Eiichi Kudō : Keiko Yamane
- 1983 : Meisō chizu (迷走地図?) de Yoshitarō Nomura : Setsuko Sotoura
- 1983 : Tsumiki kuzushi (積木くずし?) de Kōsei Saitō : Michie Honami
- 1985 : Le Démon (夜叉, Yasha?) de Yasuo Furuhata : Fuyuko
- 1986 : Tokei - Adieu l'hiver (時計 Adieu l'Hiver?) de Sō Kuramoto
- 1986 : L'Homme des passions (火宅の人, Kataku no hito?) de Kinji Fukasaku
- 1988 : Umi e (海へ Ｓｅｅ Ｙｏｕ?) de Koreyoshi Kurahara
- 1992 : Manhattan Kiss (マンハッタン・キス, Manhattan kisu?) de Yasushi Akimoto
- 1996 : Gakko II (学校II, Gakkō II?) de Yōji Yamada
- 1998 : Pride: The Fateful Moment (プライド 運命の瞬間, Puraido: Unmei no toki?) de Shun’ya Itō
- 2005 : Ubume no natsu (姑獲鳥の夏?) d'Akio Jissōji : Kikuno Kuonji
- 2014 : Entaku (円卓 こっこ、ひと夏のイマジン?) de Isao Yukisada

### À la télévision
- 1989 : Seishun kazoku (青春家族?)
- 2009 : Smile (スマイル, Sumairu?)

## Distinctions

### Récompenses
- 1977 : Hōchi Film Award de la meilleure actrice dans un second rôle pour son interprétation dans La Porte de la jeunesse : L'Indépendance[2]
- 1983 : prix de la meilleure actrice au festival du film de Yokohama pour son interprétation dans Yaju-deka
- 1986 : Hōchi Film Award de la meilleure actrice pour ses interprétations dans Tokei - Adieu l'hiver et L'Homme des passions[2]
- 1987 : prix de la meilleure actrice aux Japan Academy Prize pour ses interprétations dans Tokei - Adieu l'hiver et L'Homme des passions[3]
- 1987 : Prix Blue Ribbon de la meilleure actrice pour ses interprétations dans Tokei - Adieu l'hiver et L'Homme des passions[4]
- 1987 : prix Kinema Junpō de la meilleure actrice dans un second rôle pour son interprétation dans L'Homme des passions[5]
- 1987 : prix du film Mainichi de la meilleure actrice pour ses interprétations dans Tokei - Adieu l'hiver et L'Homme des passions[6]

### Nominations
- 1978 : prix de la meilleure actrice dans un second rôle aux Japan Academy Prize pour son interprétation dans La Porte de la jeunesse : L'Indépendance[7]
- 1982 : prix de la meilleure actrice dans un second rôle aux Japan Academy Prize pour son interprétation dans Eki, la gare[8]
- 1983 : prix de la meilleure actrice aux Japan Academy Prize pour ses interprétations dans Yajū deka et C'est dur d'être un homme : L'Indécis[9]
- 1997 : prix de la meilleure actrice aux Japan Academy Prize pour son interprétation dans Gakko II[10]